# كين ليهي
كين ليهي (بالإنجليزية: Ken Leahy)‏ هو لاعب كرة قدم أسترالية أسترالي، ولد في 22 سبتمبر 1906، وتوفي في 27 يناير 1985.

## وصلات خارجية
- كين ليهي على موقع AustralianFootball.com (الإنجليزية)
- كين ليهي على موقع AFLtables.com (الإنجليزية)